# Lista localităților din Slovenia (T)
Lista localităților din Slovenia care încep cu litera  T.
Lista localităților:
A -
B -
C -
Č -
D -
E -
F -
G -
H -
I -
J -
K -
L -
M -
N -
O -
P -
R -
S -
Š -
T -
U -
V -
Z -
Ž
| Localitate                     | Comună                         | Imagine |
| ------------------------------ | ------------------------------ | ------- |
| Tabor                          | Comuna urbană Nova Gorica      |         |
| Tabor                          | Comuna Sežana                  |         |
| Tabor                          | Comuna Tabor                   |         |
| Tajhte                         | Comuna Šentjur                 |         |
| Talčji Vrh                     | Comuna Črnomelj                |         |
| Tanča Gora                     | Comuna Črnomelj                |         |
| Tatinec                        | Comuna urbană Kranj            |         |
| Tatre                          | Comuna Hrpelje - Kozina        |         |
| Tavžlje                        | Comuna Cerknica                |         |
| Teharje                        | Comuna urbană Celje            |         |
| Tehovec                        | Comuna Medvode                 |         |
| Tekačevo                       | Comuna Rogaška Slatina         |         |
| Telče                          | Comuna Sevnica                 |         |
| Telčice                        | Comuna Sevnica                 |         |
| Temenica                       | Comuna Ivančna Gorica          |         |
| Temljine                       | Comuna Tolmin                  |         |
| Temnica                        | Comuna Miren - Kostanjevica    |         |
| Tenetiše                       | Comuna urbană Kranj            |         |
| Tenetiše                       | Comuna Litija                  |         |
| Tepanje                        | Comuna Slovenske Konjice       |         |
| Tepanjski Vrh                  | Comuna Slovenske Konjice       |         |
| Tepe                           | Comuna Litija                  |         |
| Ter                            | Comuna Ljubno                  |         |
| Terbegovci                     | Comuna Sveti Jurij ob Ščavnici |         |
| Tešanovci                      | Comuna Moravske Toplice        |         |
| Tešova                         | Comuna Vransko                 |         |
| Tevče                          | Comuna Ajdovščina              |         |
| Tevče                          | Comuna Laško                   |         |
| Tibolci                        | Comuna Gorišnica               |         |
| Tihaboj                        | Comuna Litija                  |         |
| Tinjan                         | Comuna urbană Koper            |         |
| Tinjska Gora                   | Comuna Slovenska Bistrica      |         |
| Tirna                          | Comuna Zagorje ob Savi         |         |
| Tirosek                        | Comuna Gornji Grad             |         |
| Tisovec                        | Comuna Dobrepolje              |         |
| Tišenpolj                      | Comuna Kostel                  |         |
| Tišina                         | Comuna Tišina                  |         |
| Tlaka                          | Comuna Litija                  |         |
| Tlake                          | Comuna Grosuplje               |         |
| Tlake                          | Comuna Rogatec                 |         |
| Todraž                         | Comuna Gorenja vas - Poljane   |         |
| Tolčane                        | Comuna Ivančna Gorica          |         |
| Tolmin                         | Comuna Tolmin                  |         |
| Tolminske Ravne                | Comuna Tolmin                  |         |
| Tolminski Lom                  | Comuna Tolmin                  |         |
| Tolsti Vrh                     | Comuna Dravograd               |         |
| Tolsti Vrh                     | Comuna Ravne na Koroškem       |         |
| Tolsti Vrh pri Mislinji        | Comuna Mislinja                |         |
| Tolsti Vrh                     | Comuna Litija                  |         |
| Tolsti Vrh                     | Comuna Slovenske Konjice       |         |
| Tolsti Vrh                     | Comuna Šentjernej              |         |
| Tomačevica                     | Comuna Komen                   |         |
| Tomaj                          | Comuna Sežana                  |         |
| Tomaška vas                    | Comuna urbană Slovenj Gradec   |         |
| Tomaž nad Vojnikom             | Comuna Vojnik                  |         |
| Tomažini                       | Comuna Velike Lašče            |         |
| Tomažja vas                    | Comuna Škocjan                 |         |
| Tominje                        | Comuna Ilirska Bistrica        |         |
| Tomišelj                       | Comuna Ig                      |         |
| Topla                          | Comuna Črna na Koroškem        |         |
| Topol pri Begunjah             | Comuna Cerknica                |         |
| Topol pri Medvodah             | Comuna Medvode                 |         |
| Topol                          | Comuna Bloke                   |         |
| Topolc                         | Comuna Ilirska Bistrica        |         |
| Topole                         | Comuna Mengeš                  |         |
| Topole                         | Comuna Rogaška Slatina         |         |
| Topolje                        | Comuna Železniki               |         |
| Topolovci                      | Comuna Cankova                 |         |
| Topolovec                      | Comuna urbană Koper            |         |
| Topolovec                      | Comuna Šmarje pri Jelšah       |         |
| Topolovo                       | Comuna Kozje                   |         |
| Topolšica                      | Comuna Šoštanj                 |         |
| Topovlje                       | Comuna Braslovče               |         |
| Torka                          | Comuna Železniki               |         |
| Torovo                         | Comuna Vodice                  |         |
| Toško Čelo                     | Comuna urbană Ljubljana        |         |
| Tovsto                         | Comuna Laško                   |         |
| Trata pri Velesovem            | Comuna Cerklje na Gorenjskem   |         |
| Trata                          | Comuna Škofja Loka             |         |
| Trate                          | Comuna Šentilj                 |         |
| Tratna ob Voglajni             | Comuna Šentjur                 |         |
| Tratna pri Grobelnem           | Comuna Šentjur                 |         |
| Trava                          | Comuna Loški potok             |         |
| Travna Gora                    | Comuna Sodražica               |         |
| Travni Dol                     | Comuna urbană Novo mesto       |         |
| Travnik                        | Comuna Cerkno                  |         |
| Travnik                        | Comuna Loški potok             |         |
| Trbinc                         | Comuna Mirna                   |         |
| Trboje                         | Comuna Šenčur                  |         |
| Trbonje                        | Comuna Dravograd               |         |
| Trbovlje                       | Comuna Trbovlje                |         |
| Trčova                         | Comuna urbană Maribor          |         |
| Trdkova                        | Comuna Kuzma                   |         |
| Trdobojci                      | Comuna Videm                   |         |
| Trebanjski Vrh                 | Comuna Trebnje                 |         |
| Trebča vas                     | Comuna Žužemberk               |         |
| Trebče                         | Comuna Bistrica ob Sotli       |         |
| Trebelno pri Palovčah          | Comuna Kamnik                  |         |
| Trebelno                       | Comuna Mokronog - Trebelno     |         |
| Trebenče                       | Comuna Cerkno                  |         |
| Trebeše                        | Comuna urbană Koper            |         |
| Trebež                         | Comuna Brežice                 |         |
| Trebež                         | Comuna Ivančna Gorica          |         |
| Trebija                        | Comuna Gorenja vas - Poljane   |         |
| Trebižani                      | Comuna Komen                   |         |
| Trebnja Gorica                 | Comuna Ivančna Gorica          |         |
| Trebnje                        | Comuna Trebnje                 |         |
| Trebnji Vrh                    | Comuna Semič                   |         |
| Tremerje                       | Comuna urbană Celje            |         |
| Trenta                         | Comuna Bovec                   |         |
| Trgovišče                      | Comuna Ormož                   |         |
| Triban                         | Comuna urbană Koper            |         |
| Tribej                         | Comuna Dravograd               |         |
| Tribuče                        | Comuna Črnomelj                |         |
| Trimlini                       | Comuna Lendava                 |         |
| Trlično                        | Comuna Rogatec                 |         |
| Trnava                         | Comuna Braslovče               |         |
| Trniče                         | Comuna Starše                  |         |
| Trnjava                        | Comuna Lukovica                |         |
| Trnje                          | Comuna Črenšovci               |         |
| Trnje                          | Comuna Pivka                   |         |
| Trnje                          | Comuna Škofja Loka             |         |
| Trnje                          | Comuna Trebnje                 |         |
| Trno                           | Comuna Šentjur                 |         |
| Trnov Hrib                     | Comuna Laško                   |         |
| Trnovci                        | Comuna Sveti Tomaž             |         |
| Trnovče                        | Comuna Lukovica                |         |
| Trnovec pri Dramljah           | Comuna Šentjur                 |         |
| Trnovec pri Slovenski Bistrici | Comuna Slovenska Bistrica      |         |
| Trnovec                        | Comuna Kočevje                 |         |
| Trnovec                        | Comuna Medvode                 |         |
| Trnovec                        | Comuna Metlika                 |         |
| Trnovec                        | Comuna Mozirje                 |         |
| Trnovec                        | Comuna Sevnica                 |         |
| Trnovec                        | Comuna Videm                   |         |
| Trnovica                       | Comuna Ivančna Gorica          |         |
| Trnovlje pri Celju             | Comuna urbană Celje            |         |
| Trnovlje pri Socki             | Comuna Vojnik                  |         |
| Trnovo ob Soči                 | Comuna Kobarid                 |         |
| Trnovo                         | Comuna Laško                   |         |
| Trnovo                         | Comuna urbană Nova Gorica      |         |
| Trnovska vas                   | Comuna Trnovska vas            |         |
| Trnovski Vrh                   | Comuna Trnovska vas            |         |
| Trobelno                       | Comuna Kamnik                  |         |
| Troblje                        | Comuna urbană Slovenj Gradec   |         |
| Trobni Dol                     | Comuna Laško                   |         |
| Trojane                        | Comuna Lukovica                |         |
| Trojno                         | Comuna Laško                   |         |
| Tropovci                       | Comuna Tišina                  |         |
| Troščine                       | Comuna Grosuplje               |         |
| Trotkova                       | Comuna Benedikt                |         |
| Trpčane                        | Comuna Ilirska Bistrica        |         |
| Trsek                          | Comuna urbană Koper            |         |
| Trstenik                       | Comuna Benedikt                |         |
| Trstenik                       | Comuna urbană Kranj            |         |
| Trstenik                       | Comuna Šentrupert              |         |
| Trščina                        | Comuna Sevnica                 |         |
| Trška Gora                     | Comuna Krško                   |         |
| Trška Gora                     | Comuna urbană Novo mesto       |         |
| Trška Gorca                    | Comuna Šentjur                 |         |
| Trtnik                         | Comuna Tolmin                  |         |
| Truške                         | Comuna urbană Koper            |         |
| Trzin                          | Comuna Trzin                   |         |
| Tržec                          | Comuna Videm                   |         |
| Tržič                          | Comuna Dobrepolje              |         |
| Tržič                          | Comuna Tržič                   |         |
| Tržišče                        | Comuna Rogaška Slatina         |         |
| Tržišče                        | Comuna Sevnica                 |         |
| Tublje pri Hrpeljah            | Comuna Hrpelje - Kozina        |         |
| Tublje pri Komnu               | Comuna Sežana                  |         |
| Tučna                          | Comuna Kamnik                  |         |
| Tuji Grm                       | Comuna urbană Ljubljana        |         |
| Tuljaki                        | Comuna urbană Koper            |         |
| Tuncovec                       | Comuna Rogaška Slatina         |         |
| Tunjice                        | Comuna Kamnik                  |         |
| Tunjiška Mlaka                 | Comuna Kamnik                  |         |
| Tupaliče                       | Comuna Preddvor                |         |
| Tupelče                        | Comuna Komen                   |         |
| Turiška vas na Pohorju         | Comuna Slovenska Bistrica      |         |
| Turiška vas                    | Comuna urbană Slovenj Gradec   |         |
| Turjak                         | Comuna Velike Lašče            |         |
| Turjanci                       | Comuna Radenci                 |         |
| Turjanski Vrh                  | Comuna Radenci                 |         |
| Turje                          | Comuna Hrastnik                |         |
| Turnišče                       | Comuna Turnišče                |         |
| Turno                          | Comuna Šentjur                 |         |
| Turnše                         | Comuna Domžale                 |         |
| Turški Vrh                     | Comuna Zavrč                   |         |
| Tušev Dol                      | Comuna Črnomelj                |         |

Lista localităților:
A -
B -
C -
Č -
D -
E -
F -
G -
H -
I -
J -
K -
L -
M -
N -
O -
P -
R -
S -
Š -
T -
U -
V -
Z -
Ž